# Jesús Suárez Cueva
Jesús Suárez Cueva (* 13. März 1954 in Madrid) ist ein ehemaliger spanischer Radrennfahrer.

## Sportliche Laufbahn
Suárez Cueva war im Straßenradsport aktiv. Von 1977 bis 1989 war er Berufsfahrer. Er gewann die Rennen Trofeo Elola 1977, Vuelta a Aragón und Tres Días de Leganés (mit einem Etappensieg) 1978, Vuelta a La Rioja (mit einem Etappensieg) 1980, Klasika Primavera 1982. Etappensiege holte er in der Katalanischen Woche 1979, in der Katalonien-Rundfahrt 1979 und 1980, in der Vuelta a Asturias 1979 und 1981 und 1984, in der Vuelta a Cantabria 1979, in der Baskenland-Rundfahrt 1980, in der Vuelta a España 1981 und 1983 und 1984, in der Vuelta a Cantabria 1981 und 1985, in der Vuelta a La Rioja 1982, in der Challenge Costa de Azahar 1982, in der Vuelta a los Valles Mineros 1983, in der Griffin Tour (vierfach) 1985, in der Herald Sun Tour 1984 und 1985. Dazu gewann er in einer Reihe spanischer Etappenrennen jeweils die Sprintwertungen.
Zweiter wurde er 1978 in der Klasika Primavera und in der Trofeo Masferrer, 1979 im Gran Premio Pascuas, 1980 in der Challenge Costa de Azahar, 1981 im Gran Premio de Valencia, 1984 in der Trofeo Masferrer, 1989 in der spanischen Straßenmeisterschaft. Dritter wurde er 1978 in der Trofeo Elola, 1979 in der Klasika Primavera, 1988 in der Clasica de Sabiñánigo. Suárez Cueva bestritt alle Grand Tours.
| Grand Tour            | 1977 | 1978 | 1979 | 1980 | 1981 | 1982 | 1983 | 1984 | 1985 | 1986 | 1987 | 1988 |
| --------------------- | ---- | ---- | ---- | ---- | ---- | ---- | ---- | ---- | ---- | ---- | ---- | ---- |
| Vuelta a EspañaVuelta | –    | DNF  | 24   | 32   | 32   | 50   | 32   | 43   | 78   | 71   | DNF  | –    |
| Giro d’ItaliaGiro     | 97   | –    | –    | –    | –    | –    | –    | –    | –    | –    | –    | 94   |
| Tour de FranceTour    | –    | DNF  | –    | –    | 105  | –    | –    | –    | –    | –    | –    | –    |